# Масерија Форнарино (Потенца)
Масерија Форнарино (итал. Masseria Fornarino) је насеље у Италији у округу Потенца, региону Базиликата.
Према процени из 2011. у насељу је живело 56 становника. Насеље се налази на надморској висини од 869 м.